# 2018年4月

## 4月1日
- 哥斯达黎加最高選舉法院宣佈卡洛斯·阿爾瓦拉多在2018年總統選舉次輪投票獲勝[1]。

## 4月2日
- 天宫一号在南太平洋上空重返地球大气层[2]。
- 埃及全國選舉委員會宣佈阿卜杜勒-法塔赫·塞西在2018年埃及總統選舉勝出[3]。
- 阿比·艾哈邁德就任埃塞俄比亚总理[4]。

## 4月3日
- 一名女性持枪闯入美国加利福尼亚州圣布鲁诺YouTube总部，开枪打伤3人后饮弹自杀[5][6]。

## 4月4日
- 朱利葉斯·馬達·比奧宣誓就任塞拉利昂总统[7]。

## 4月5日
- 斯洛伐克首都布拉提斯拉瓦有45,000人上街，要求獨立調查27歲的記者Ján Kuciak 及其未婚妻 Martina Kušnírová被殺案，並抗議其政府腐敗。此被視為該國自1989年天鵝絨革命以來最大規模示威[8]。
- 德國法院批准被扣留的加泰隆尼亞自治區前主席普伊格蒙特（Carles Puigdemont）保釋，其須提交不離境保證書、7.5萬歐元保釋金，等候德國法院進行引渡聆訊[9]。

## 4月6日
- 韓國前總統朴槿惠被判入獄24年[10]。

## 4月7日
- 敘利亞城市杜馬遭到疑似化學武器襲擊[11]。

## 4月8日
- 2018年匈牙利議會選舉進行投票[12]。

## 4月9日
- 一段以色列士兵疑似殺人取樂的影片曝光。影片在以色列與加沙地帶邊境拍攝，片中一個以色列軍狙擊手向一名在邊界圍籬附近手無寸鐵的巴勒斯坦人射擊，該人被打中倒下後，幾個士兵歡呼喝彩。這段影片首先在9日晚間由以色列一家私營電視台播出，其後在網上廣泛傳播，以色列軍方證實該影片是2017年12月拍攝。以色列國防部長阿維格多·利伯曼稱狙擊手應獲獎章，拍片人應被降職。巴勒斯坦解放組織委員阿什拉維說以色列狙擊手的問題由來已久。影片出現時，正值國際關注加沙最近已有31名示威者被以色列軍殺害。[13][14]

## 4月10日
- 博鳌亚洲论坛2018年年会于4月10日在海南省博鳌镇开幕，中国国家主席习近平作主旨演讲。[15]

## 4月11日
- 2018年阿塞拜疆總統選舉進行投票[16]。
- 阿尔及利亚一架軍用運輸機從布法里克軍用機場起飛後在附近墜毀，機上257人全部罹難[17]。

## 4月12日
- 中国福建海事局发布航行警告称，台湾海峡部分水域范围内将于4月18日进行实弹射击军事演习，将禁止船只驶入[18]。
- 莫斯科法院下令全国封锁使用Telegram，直至Telegram愿意交出用户的加密数据予俄罗斯国家安全部门[19]。

## 4月14日
- 美國、英國和法國向位於敘利亞大馬士革和霍姆斯的目標發動導彈攻擊[20]。

## 4月15日
- 2018年蒙特內哥羅總統選舉進行投票[21]。
- 曼彻斯特城足球俱乐部提早奪得2017年至2018年英格蘭足球超級聯賽冠軍[22]。
- 北韓太陽節舉辦文藝演出及馬拉松比賽，來慶祝前最高領導人金日成的生日，一改以往強硬作風[23]。
- 长沙飞往北京的国航CA1350因遭到乘客劫持紧急备降河南郑州机场[24]。

## 4月16日
- 美国商务部宣布7年内禁止本国企业向中国的电信设备制造商中兴通讯公司销售零件[25]。

## 4月17日
- 美國西南航空1380号班机在飛行途中其中一個引擎爆炸，碎片擊穿客艙的一面舷窗，造成一名乘客喪生[26]。
- 美國商務部宣布對從中國進口的鋼製輪轂產品發起反傾銷和反補貼調查，聲明指，該項調查是基於美國兩家企業3月份提出的申訴而發起[27]。

## 4月18日
- 澳大利亚反倾销委员会发布公告，正式对原产于中国的铁道轮毂（RailwayWheels）发起反倾销反补贴调查[28]。
- 南北韓代表在板門店朝方一側的統一閣，就兩韓首腦27日會談舉行了第二次籌備工作會談，商定將對雙方首腦會晤握手等主要環節進行全球電視直播[27]。

## 4月19日
- 米格尔·迪亚斯-卡内尔就任古巴国务委员会主席[29]。

## 4月20日
- 史瓦濟蘭國王恩史瓦蒂三世宣布將該國國名變更為Kingdom of eSwatini（艾史瓦帝尼王國）[30]。
- 执教阿森纳长达22年的法国籍足球教练阿尔塞纳·温格将在2017-2018赛季结束后离开球队。[31]
- 英聯邦政府首腦會議宣佈英國查爾斯王子將成為下一任英聯邦元首[32]。
- 生於耶路撒冷的美國－以色列籍奧斯卡影星娜塔莉·波特曼決定不會在6月返回以色列，領取有「猶太諾貝爾獎」之稱的創世紀獎（英语：Genesis Prize）（獎金一百萬美元），因為對以色列「近期的事件」感到極為傷痛。雖然她未指明，但外界認為她指的事件可能是以色列近日鎮壓加沙示威。[33]
- 瑞典音乐制作人、DJ艾维奇 (Avicii) 逝世，得年28岁。[34]

## 4月21日
- 在馬來西亞吉隆坡，一名35歲巴勒斯坦籍吉隆坡大學電機工程學講師兼哈馬斯重要成員法迪·貝特什（阿拉伯語：فادي محمد البطش, Fadi al-Batsh），清晨在前往祈禱室路上，被兩個埋伏槍手開了逾十槍殺害。馬來西亞副首相阿末扎希指行兇者相信是和外國情報組織有聯繫的歐洲人。哈馬斯讚揚貝特什是「年輕的巴勒斯坦學者」，「傑出科學家，在能源領域貢獻良多」，稱他為「烈士」。貝特什家屬指行刺是以色列情報組織摩薩德所為。貝特什的18名家人，包括任職加沙地帶警察總長的兄長，4年前被以色列軍空襲殺害。貝特什當日原定將往土耳其出席學術會議。[35][36][37]
- 前美国第一夫人芭芭拉·布什的葬礼，在德克萨斯州休斯顿的圣马丁主教教堂舉行。其遺體将被葬在德克萨斯农工大学布什图书馆墓地[38]。
- 中国广西龙舟翻覆事故致17人死亡。[39]

## 4月22日
- 亞美尼亞首都葉里温（Yerevan）爆發示威，數千名抗議者反對謝爾日·薩爾基相（Serzh Sargsyan）在過去10年擔任兩屆總統後再度出任總理一職。據報有3名反對派領袖及近200名示威者在與警方衝突中被捕[40]。
- 2018年巴拉圭大選（英语：Paraguayan general election, 2018）進行投票[41]。
- 阿富汗首都喀布尔一個選民登記中心遭到自殺炸彈襲擊，造成至少57人喪生，伊斯兰国承認是其所為[42]。
- 朝鮮黃海北道發生重大交通事故，傍晚6時一輛旅遊大巴從開城開往平壤途中墮橋，導致32名中國遊客及4名朝鮮人身亡，2名中國遊客重傷。中國外交部次日派出工作組及醫療專家趕赴朝鮮協助救治和善後工作。[43]
- 加拿大溫哥華市政府就該市自1886年建市至1949年間歧視華人的政策，正式向華人道歉。[44][45][46]
- 包括前總統薩爾科齊在內的近300位法国知名人士在《巴黎人報》發表聯合聲明，呼籲伊斯蘭宗教機構修改《古兰经》，刪除其中呼籲懲罰犹太人、基督教徒以及不信者的經文。[47]

## 4月23日
- 英國劍橋公爵夫人凱薩琳誕下王子，他將是英國王位的第五順位繼承人[48]。
- 亞美尼亞總理谢尔日·萨尔基相宣佈辭職[49]。
- 加拿大多倫多下午1時半有客貨車蓄意衝撞人群，造成至少10死15傷，死傷者有多名亞洲人包括華人，25歲男兇徒當場被捕。[50]

## 4月24日
- 中國廣東清遠英德市一間卡拉OK凌晨0時半遭到縱火，造成18死5傷，32歲男疑兇半日後被捕。[51]
- 2018年格陵兰大选進行投票[52]。

## 4月25日
- 丹麥發明家彼得·馬德森涉嫌在自製潛艇殺害並肢解女記者，哥本哈根法院裁定他謀殺、性侵犯和侮辱屍體罪名成立，判處終身監禁。[53]
- 瑞典学院宣布，可能会暂停颂发2018年诺贝尔文学奖。此前，十八位院士中五人因瑞典学院丑闻请辞，加上因其它原因请辞职的两人，已无法达至评选奖项要求的十一人。

## 4月26日
- 菲律賓長灘島開始封島清理環境，為期六個月，期間只准該島居民出入。[54][55]
- 邁克·蓬佩奧宣誓就任美国国务卿。[56]

## 4月27日
- 朝鮮最高領導人金正恩與大韓民國總統文在寅在板門店和平之家會談。[57]
- 歐盟投票通過全面禁止在戶外農作物使用三種會令蜜蜂死亡的類尼古丁殺蟲劑，包括益達胺（又名吡蟲啉）、可尼丁（英语：Clothianidin）（又名噻蟲胺）、賽速安（英语：Thiamethoxam）（又名噻蟲嗪）。[58]
- 中国陕西省米脂县发生恶性砍杀学生事件，造成19名学生受伤，其中9人死亡。[59]

## 4月29日
- 緬甸警方向路透社證實，警長莫延奈（Moe Yan Naing）因違反警員紀律被判刑和囚禁，但拒絕透露詳情。莫牽涉緬甸警方設局誘捕路透社兩名記者，他們工作是在2017年調查緬甸羅興亞人被屠殺事件[60]。

## 4月30日
- 阿富汗首都喀布尔發生两宗炸彈袭击，至少25人被炸死，包括9名新闻记者。[61]
- 以色列总理本雅明·内塔尼亚胡指责伊朗掩盖其正在进行的核武發展項目，违反2015年达成的限制伊朗核项目的国际协议。內塔尼亞胡並展示了大量文件和光碟，宣稱它們记录了伊朗核项目的情况。[62]
- 馬來西亞一名丹麥籍也門裔遊客，因被指控在YouTube批評當地警方的言論不符事實而被捕受審，在沒律師代表下出庭認罪，被判監1個月。其成為馬來西亞4月初通過《反假新聞法》後首個被定罪者[63]。
- 法國終止電報服務，在23時59分發出最後一封電報。[64]